# Șendriceni
Șendriceni – wieś w Rumunii, w okręgu Botoszany, w gminie Șendriceni. W 2011 roku liczyła 2285 mieszkańców.